# یواس‌اس گارلند (۱۸۱۵)
یواس‌اس گارلند (۱۸۱۵) (به انگلیسی: USS Garland (1815)) یک کشتی بود که طول آن 92' 5" بود. این کشتی در سال ۱۸۱۵ ساخته شد.